# Kyonan
Kyonan (japanska: 鋸南町?, Kyonan-machi) är en landskommun (köping) i Chiba prefektur i Japan. 